# Amoklauf von Mauterndorf
Der Amoklauf von Mauterndorf ereignete sich am 20. November 1997 in der Marktgemeinde Mauterndorf im österreichischen Bundesland Salzburg. Ein 35-jähriger Einwohner erschoss sechs Menschen und anschließend sich selbst. In hinterlassenen Schreiben soll er „Dämonen“, die ihn zu den Taten veranlasst hätten, zitiert haben. In Österreich kam eine Diskussion über das Waffengesetz in Gang.

## Täter
Der 1961 in Mauterndorf geborene und dort lebende Johann Gottfried Gautsch verlor bereits im Kindesalter beide Eltern, machte eine Lehre zum Kfz-Mechaniker und fand im Anschluss eine Anstellung in einem Halleiner Autohaus, wo er später aufgrund von Personalkürzungen entlassen wurde. Beim Versuch, sein von mehreren Untermietern bewohntes Elternhaus in Mauterndorf zu renovieren, häufte er Schulden von über einer Million Schilling an. Dies zwang ihn dazu, das Elternhaus an einen seiner Untermieter zu verkaufen. Gautsch lebte anschließend in einer Dachwohnung des Hauses, ohne Heizung und Telefon. Geld erhielt er vom Verkauf geerbter Schusswaffen. Selbst war er Mitglied im örtlichen Schützenverein und widmete sich der Jagd.

## Amoklauf
Johann Gautsch erschoss am 20. November 1997, bewaffnet mit einer Walther PPK 7,65 mm und einer Smith & Wesson .357 Magnum, die im Elternhaus lebenden Mitbewohner Harald M. (39), dessen 40-jährige Lebensgefährtin Gabrielle A. und deren dreijährige Tochter Elisabeth. Die einjährige Tochter Magdalena soll er übersehen oder bewusst verschont haben. Etwa 10 bis 15 Minuten später erschoss er zwei Häuser weiter den ehemaligen Volksschuldirektor und Vizebürgermeister von Mauterndorf, Wernfried G. (55), als dieser dem Täter arglos die Türe geöffnet hatte. Danach begab sich Gautsch in den Ortsteil Stampfl und suchte dort die Familie seines damaligen Arbeitgebers auf, wobei er die angetroffene Tochter Irene S. (22) und ihren Freund Stefan B. (19) erschoss. Die Eltern von Irene S. befanden sich zu diesem Zeitpunkt auf Urlaub in den USA.
Gautsch verbrachte die folgende Nacht im Haus des ermordeten Paares und fuhr dann mit einem VW Golf zu einem Verwandten ins Thomatal, dem er die Gewaltverbrechen gestand. Danach fuhr er nach St. Margarethen und schoss auf offener Straße auf einen Mann, dessen Freundin von Gautsch in der Vergangenheit öfters belästigt worden war. Dieser konnte jedoch unverletzt fliehen. Gautsch fuhr danach wieder in Richtung Mauterndorf, wo er im Zuge der bereits angelaufenen Fahndung von einer Straßensperre der Gendarmerie gestoppt wurde. Dort tötete sich Gautsch mittels Kopfschuss. Bei der anschließenden Durchsuchung seiner Wohnung wurden weitere Pistolen, fünf Gewehre, zehn Kilogramm Schwarzpulver sowie rund 1000 Schuss Munition sichergestellt.

## Diskussion über Änderung des Waffengesetzes
Der Amoklauf brachte in Österreich eine Diskussion über das Waffengesetz in Gang. Die Sozialdemokratische Partei Österreichs (SPÖ), die Grünen und das Liberale Forum forderten eine Verschärfung des Waffengesetzes. Auch in der Regierung wurde eine Änderung diskutiert, doch zwischen den Koalitionspartnern gab es unterschiedliche Auffassungen. Die SPÖ wollte das Waffengesetz noch weiter verschärfen, der damalige Bundeskanzler Viktor Klima sogar die Waffenbesitzkarte verbieten. Es wurden weitreichende Pläne zur Verschärfung des unmittelbar zuvor in Kraft getretenen Waffengesetzes bis hin zur Enteignung einzelner Gruppen legaler Waffenbesitzer entwickelt. Ein Abgeordneter zum Nationalrat propagierte die Einführung einer Waffensteuer mit dem erklärten Ziel der Verteuerung des Waffenbesitzes bis zu dessen „freiwilliger“ Aufgabe. Dies wurde von einer Medienkampagne unterstützt. Die Österreichische Volkspartei (ÖVP) war dagegen: Vizekanzler Wolfgang Schüssel meinte, Österreich habe bereits eines der schärfsten Waffengesetze Europas. Letztendlich blieb das Waffengesetz unangetastet.